# Brasher Falls
Brasher Falls es un lugar designado por el censo (en inglés, census-designated place, CDP) situado en el municipio de Brasher, en el condado de St. Lawrence, estado de Nueva York, Estados Unidos. Según el censo de 2020, tiene una población de 674 habitantes.
Hasta el censo de 2010 formó parte de Brasher Falls-Winthrop, nombre con el que aún en ocasiones es mencionada la zona.

## Geografía
La localidad está ubicada en las coordenadas 44°48′50″N 74°47′20″O / 44.81389, -74.78889 (44.813979, -74.788948).